# Roulers
 (juillet 2015).
 (août 2014).
- Si vous ne connaissez pas le sujet, laissez ce bandeau (vous pouvez alors contacter les auteurs).
- Si vous supprimez le contenu mis en cause (vous pouvez préalablement contacter les auteurs),

argumentez précisément cette suppression dans la page de discussion
(un manque de référence n'est pas un argument ; une recherche réelle de référence doit avoir été effectuée, être formellement documentée).
Roulers (prononcer [ʁulɛʁs] ; en néerlandais : Roeselare, en flamand occidental : Roeseloare) est une ville néerlandophone de Belgique située en Région flamande. Elle est le chef-lieu d'arrondissement de la province de Flandre-Occidentale.
Avec Lille et les villes de l'ancien bassin minier du Nord-Pas-de-Calais, elle appartient à un ensemble métropolitain de près de 3,8 millions d'habitants, appelé « aire métropolitaine de Lille » et organisé autour de l'Eurométropole Lille-Courtrai-Tournai.

## Géographie

### Sections de la commune
| # | Section       | Superf. (km2) | Habitants (2020) | Habitants par km2 | Code INS |
| - | ------------- | ------------- | ---------------- | ----------------- | -------- |
| 1 | Roulers (I)   | 23,37         | 41 180           | 1 762             | 35015A   |
| 2 | Beveren (II)  | 10,44         | 6 024            | 577               | 35015A7  |
| 3 | Oekene (IV)   | 5,39          | 1 699            | 315               | 35015B   |
| 4 | Rumbeke (III) | 20,37         | 14 451           | 709               | 35015C   |

### Localités
Sur le territoire de Rumbeke, les hameaux de Zilverberg (V) et Beitem (VI).

### Carte

Roeselare, communes fusionnées et voisines. Les zones en jaune représentent les agglomérations.

### Communes limitrophes
- a. Oostnieuwkerke (commune de Staden)
- b. Hooglede (commune de Hooglede)
- c. Gits (commune de Hooglede)
- d. Lichtervelde (commune de Lichtervelde)
- e. Coolscamp (commune d'Ardoye)
- f. Ardoye, avec le hameau de Tasse (commune d'Ardoye)
- g. Kachtem (ville d'Iseghem)
- h. Iseghem (ville d'Iseghem)
- i. Winkel-Saint-Éloi (commune de Ledeghem)
- j. Rolleghem-Cappelle (commune de Ledeghem)
- k. Ledeghem (commune de Ledegem)
- l. Moorslede (commune de Moorslede)
- m. Passchendaele (commune de Zonnebeke)

## Urbanisme

### Transports
Roulers a une position centrale au sein des routes régionales les plus importantes qui traversent la province selon un axe Nord-Sud. La ville est située à proximité de l’autoroute E403/A17, dont trois sorties (les numéros 6, 7 et 8) mènent à Roulers. La chaussée Bruges-Thourout-Roulers-Menin (N32) est parallèle à l'E403/A17. Le boulevard du centre (Westlaan – Noordlaan) entoure le centre historique. Le grand boulevard périphérique (R32) entoure la ville et est relié à l’autoroute E403/A17. Roulers se trouve à une heure de Bruxelles.
Depuis la fin 2014, le système électronique qui annonce les parkings libres a été renouvelé. Les parkings du centre les plus importants sont ‘De Wallenparking’, ‘De Munt’ et ‘De Parking Ooststraat-station’. Lors d'événements importants, le centre-ville devient souvent une zone piétonne.
La ville de Roulers a une gare SNCB moderne, sur la ligne de chemin de fer Courtrai-Bruges. Toutes les 30 minutes, un train relie ces deux villes.
Fin 2007, la ville et des partenaires ont pris la décision de renouveler l’environnement de la gare de Roulers pour un investissement de 35 millions d’euros. Les travaux ont duré 5 ans. La ville de Roulers possède également une gare routière avec 11 plateformes d'accès. La place de la gare est une zone piétonne.

## Toponymie
Le nom de la localité est attesté sous la forme Roslar, dès 822 (dotation pour le monastère Saint-Amand près Valenciennes, Regesta Imperii I, 757), puis sous la forme Rollare en 847.
Le nom de Roulers est un composé de deux éléments germaniques (probablement vieux bas francique), à savoir : ros « jonc, roseau » (cf. ancien français ros, diminutif rosel > roseau) et hlar « friche » (cf. ancien français larris, même sens) d'où le néerlandais Roeselare. Il signifie donc « lande à joncs ».
La forme Roulers résulte de l'évolution phonétique de ces deux éléments en langue romane. L'élément -lers (parfois Flers) se retrouve fréquemment en Belgique et dans le Nord de la France (cf. Meulers). Rou- se retrouve quant à lui sous cette forme dans Roubaix, équivalent des nombreux Rebecq, Rebais, Robais, Robecq.

## Histoire

### Origines
Le nom de Roulers apparaît dès 822 comme "Roslar" dans une dotation pour le monastère Saint-Amand près Valenciennes (Regesta Imperii I, 757). La place est mentionnée en 847 : in territorio Menap quod nunc Mempiscum Appelant ... Rollare. Au Xe siècle, c'est une importante place industrielle et commerciale. En 1250, la ville obtient une charte et des privilèges.
Un beffroi et une grande halle sont érigés sur la place du marché en 1260. La ville étant dépourvue de défenses, elle ne pouvait pas être défendue et fut la cible de nombreux pillages. Beaucoup de bâtiments historiques ont disparu à la suite de plusieurs catastrophes ou de guerres. Pour garantir la sécurité, plusieurs corporations de tireurs s'y établirent.

### Moyen Âge
En 1282, Robert, comte de Boulogne, vend la ville de Roulers à Gui de Dampierre, comte de Flandre, qui la destinait à son fils Jean.
Sous Maximilien Ier, la ville est détruite par l’armée autrichienne (en 1488 et 1492), puis lors des guerres de religion pendant la fureur iconoclaste (le 26 août 1566). Elle est cependant reconstruite en 1500.
Le centre-ville de Roulers a toujours appartenu à la seigneurie de Wijnendale.
Lors de la guerre de Quatre-Vingts Ans, l’industrie drapière, naguère florissante, disparaît et une période de déclin économique s'ensuivit. Malgré cela, Adrien Willaert, originaire de Roulers, fut le premier compositeur de musique polyphonique à Venise.

### Époque moderne
En 1609, la Trêve de douze ans ramena la prospérité à Roulers jusqu’à ce qu'une nouvelle guerre éclate en 1640.
Le 7 juin 1645, des lettres d'anoblissement pour Paul Zeghers sont données à Saragosse, licencié des lois, bailli des villes et métiers de Roulers, après avoir été conseiller pensionnaire de cette ville. Il est le fils de Jean Zeghers, échevin et greffier de Waesmunster (Waasmunster), et de Claire Le clerc, fille de Paul, échevin et receveur de la ville de Terremonde (Termonde).
À la suite de la paix de Nimègue (1678), Roulers fut rattachée à la France et devint une place frontière. Les contrebandiers y prospéraient, tandis que la ville n’ayant plus de finances publiques n'avait pas les moyens de réparer la halle du marché. La ville servit de camp de repli pour les armées anglo-hollandaises lors des batailles successives de la guerre de succession d'Espagne (1704-1711) aux Pays-Bas. Le petit château finit par s’écrouler faute d'entretien (le 30 octobre 1704) et la tour, en tombant détruisit la plus grande partie du marché couvert. Avec les décombres, on reconstruisit une halle plus petite, qui brûla elle aussi en 1749. Les caves de ce bâtiment existent toujours sous la place du marché.
Malgré les catastrophes que Roulers a connues, l’église Saint-Michel est restée en bon état. Toutefois, le clocher s’est écroulé le 19 janvier 1735 lors d'un fort orage : il fut reconstruit. Ces trois grandes catastrophes et les reconstructions successives font que l’église offre aujourd'hui une juxtaposition de trois styles. Vers 1770, l’hôtel de ville de style rococo fut édifié.

### Époque contemporaine
Après la bataille de Waterloo, la ville échut au Royaume des Pays-Bas jusqu’à l’indépendance de la Belgique en 1830. L’indépendance, paradoxalement, ramenait la pauvreté à Roulers, mais la situation s'améliora grâce à la construction de la ligne de chemin de fer Courtrai-Bruges (1838) et l’invention de la machine à vapeur. De 1862 à 1872, on creusa le canal Roulers-Lys, ce qui dynamisa l’économie locale : le long du canal, la construction de quais attirait les activités industrielles à Roulers et fit croître la population.
Le 28 juillet 1875, une révolte d'étudiants, « De Groote Stooringe », éclata contre l’utilisation exclusive de la langue française au Petit Séminaire de Roulers[source insuffisante]. Ce mouvement se réclamait d’Albrecht Rodenbach, écrivain qui animait plusieurs associations d'étudiants. De Groote Stooringe est depuis quelques années une fête culturelle à Roulers.
Le 19 octobre 1914, l'armée impériale allemande exécute 31 civils et détruit 252 bâtiments lors des atrocités allemandes commises au début de l'invasion. Les unités mises en cause sont les 235e RIR - Régiment d'Infanterie de Réserve -, et le 236e RIR.
Pendant la Première Guerre mondiale, la ville a été bombardée de nombreuses fois par l’artillerie britannique.
Des troupes françaises ont cantonné en octobre 1918 à Roulers et dans les environs.
Après 1918, on commença à reconstruire la ville, mais elle n’était pas sitôt reconstruite que la Seconde Guerre mondiale éclata.
La ville souffrit relativement peu entre 1939 et 1944 ; les Polonais ont libéré la ville en septembre 1944.
Dans les années 1960, la REO, halle aux légumes et aux fruits, est ouverte (celle-ci est aujourd’hui la plus grande de Flandre). La communauté urbaine de Roulers est formée en 1977 par la fusion de Roulers, Beveren, Oekene et Rumbeke.
Dans les années 1976-1979, une nouvelle gare est construite avec deux tunnels qui remplacent quatre passages à niveau. La ville veut renouveler tous les environs de la gare pour intégrer le Nord de la ville (le quartier Krottegem) au centre. Au début des années 1980, on[Qui ?] a changé profondément la circulation une première fois. Aujourd’hui, la municipalité met en place de nouvelles mesures de sécurité concernant la prévention routière.

## Héraldique
|  | La ville possède des armoiries qui lui ont été octroyées le 10 novembre 1819 et confirmées le 18 décembre 1841 et à nouveau, avec une nouvelle couronne, le 16 novembre 1981. Roulers est devenue une ville en 1250. Le plus ancien sceau connu date de 1309 et montre Saint Michel, le saint patron de la ville, avec deux croix patriarcales. Sur les sceaux à partir du XVIe siècle, la croix apparaît sur un écu, avec un ange (Saint Michel ?) et deux lions comme supports. En 1819, les armoiries ont été accordées sur la base de ce sceau. En 1841, les armoiries furent confirmées, mais avec les lions tournés vers l'arrière, comme sur les sceaux historiques. En 1981, la couronne a été remplacée par une couronne murale, indiquant le caractère ville de Roulers depuis longtemps. Blasonnement : D'argent à une croix patriarcale de sable. Le bouclier surmonté d'une couronne de ville avec cinq tours d'or et placé devant un ange de couleur naturelle. Boucliers : deux lions évitants de couleur naturelle. (Traduction libre du néerlandais) Source du blasonnement : Heraldy of the World. |

## Démographie

### Évolution démographique: avant la fusion des communes
- Sources : INS, Rem. : 1831 jusqu'en 1970 = recensements, 1976 = nombre d'habitants au 31 décembre[9].
- 1970* : annexion de Beveren en 1965.

### Évolution démographique: commune fusionnée
En tenant compte des anciennes communes entraînées dans la fusion de communes de 1977, on peut dresser l'évolution suivante :
- Source : DGS, de 1831 à 1981 = recensements de la population ; à partir de 1990 = nombre d'habitants chaque 1er janvier[10].

## Population et société

### Activités sociales et culturelles
Depuis 2014, il y a un nouveau centre de la connaissance avec une bibliothèque ARhus au centre de la ville. Au boulevard Spilleboutdreef, il y a le centre culturel ‘De Spil’ (1997) et deux académies des arts (STAP / Adrien Willaert et SASK). La piscine communale toute proche était ‘Het Spillebad’. Depuis l'été de 2018, il y a une nouvelle piscine 'Sportoase Schiervelde'.
Il y a beaucoup d’écoles de tous niveaux, mais aucun établissement d'enseignement supérieur. Des organisations pour des jeunes et des étudiants existent. Il y a des jardins publics (Kerelsplein) et des nouvelles salles de spectacle (Trax). Parmi les associations socio-culturelles, plusieurs se consacrent à la musique : ‘De Koninklijke Stadsharmonie Roeselare’, de Koninklijke Harmonie ‘Het Gildemuziek’ Roeselare et Vox Musica, une chorale de 100 chanteurs, et un théâtre amateur, ‘Het Spiegeltheater’.

### Environnement
Les villages ruraux de Beveren et Rumbeke se sont de plus en plus urbanisés. La zone rurale la plus importante est située au sud du centre de Roulers près le village d’Oekene. Il y a le domaine ‘Sterrebos’ et la réserve naturelle  ‘De Kleiputten’. Au centre, il y a aussi quelques parcs publics, par exemple ‘Het Sint-Sebastiaanspark’ et ‘Het Noordhof’. En été, ces parcs sont le décor des activités socio-culturelles. ‘De Grote Bassin’, ‘De Kleine Bassin’ et ‘De Ronde Kom’ sont de grands étangs. ‘Het Sint-Sebastiaanspark’ se trouve autour l’étang ‘De Grote Bassin’. Les autres parcs publics sont ‘Het Rodenbachpark’, ‘Het Collegepark’ et ‘Het Heilig Hartpark’. On accède au vieux cimetière communal à la rue Groenestraat.
L’idée ‘cité-jardin’ est née à Roulers au XXe siècle. Le quartier ‘Batavia’ (cité-jardin à Roulers) était une avant-première au niveau de l'urbanisme en Belgique.

### Sports
- Football : anciennement le KSV Roulers jusqu'à sa faillite en 2020.
- Volley-ball : Knack Roeselare, salle de sport Schiervelde (première division nationale).
- Handball : Knack HBT Roulers salle de sport De Pit (promotion).
- Rugby : Rugby RSL.
- Skate-park couvert : Truespin - home for action sports (roller, skateboard, BMX, trottinette).

### Médias
- Roularta Media Group
- Télévision régionale Wtv/Focus

### Services
- Si vous ne connaissez pas le sujet, laissez ce bandeau (vous pouvez alors contacter les auteurs).
- Si vous supprimez le contenu mis en cause (vous pouvez préalablement contacter les auteurs),

argumentez précisément cette suppression dans la page de discussion
(un manque de référence n'est pas un argument ; une recherche réelle de référence doit avoir été effectuée, être formellement documentée).
Les deux grands hôpitaux (l'un privé, l'autre public) ont fusionné au début de l’année 2015 et forment désormais l'AZ Delta.

Le magazine RSL contient des sujets communaux et le magazine ‘Uit’ contient un calendrier des évènements. 

### Personnalités liées à la ville
- Adrien Willaert (1490-1562), compositeur.
- Jean Mahieu (1874-1947).
- Simonne Brugghe (1922-1987).
- Roland Aper (1940-), coureur cycliste belge.
- Pol Mahieu (1944-2022), coureur cycliste belge.
- Jean-Pierre Monseré (1948-1971), coureur cycliste belge.
- Frederik Deburghgraeve (1973-), champion olympique de natation

## Économie

### Industrie et commerce
En Flandre-Occidentale, Roulers est bien connue comme ville d’achat régionale. Il y a quelques rues commerciales au centre : Ooststraat (Rue de l'Est), Noordstraat, Sint-Amandsstraat, Manestraat, Wallenstraat, Zuidstraat etc. Ces rues se trouvent autour de quatre places : de Grote Markt (la Grande-Place), het Polenplein, de Botermarkt en het, De Coninckplein. Il y a aussi la chaussée ‘Ardooisesteenweg’ près de la gare. Au boulevard du centre renouvelé (Noordlaan, Westlaan…) et de la chaussée ‘Brugsesteenweg’, il y a beaucoup de grands magasins.
Dans le quartier ‘Schiervelde’, près du grand boulevard périphérique, se trouve l’Expo. À l’Expo, il y a des évènements commerciaux où des entreprises montrent leurs services aux entrepreneurs et au public. Des exemples sont : de Jaarbeurs, de Bouwbeurs, Agro Expo et Roslar Expo.
À Roulers, l’industrie alimentaire est importante, par exemple Soubry. Près de la Brasserie Rodenbach se trouve en outre un centre de la connaissance alimentaire (Miummm, Het Vlaams Huis van de Voeding). Certaines entreprises sont spécialisées en montage électronique (Lightdesign).
Les zones industrielles les plus importantes se trouvent au nord du centre de Roulers à Beveren et à l’est autour du canal Roulers-Lys, la zone industrielle ‘Mandeldal’.

## Culture et patrimoine

### Lieux et monuments
- Le Petit Séminaire de Roulers[5], au centre de la ville, date de l'époque napoléonienne. C'est une institution bien connue grâce aux trois chefs de file historiques du mouvement flamand : Guido Gezelle, Hugo Verriest et Albrecht Rodenbach (1855-1898). Constant Lievens, missionnaire jésuite en Inde (apôtre du Chotanagpur) y étudia également.
- L’église Saint-Michel avec le musée de la tour des cloches.
- L’hôtel de ville.
- Le château de Rumbeke.
- La brasserie Rodenbach.
- Le Musée national du cyclisme,
- Le Musée du film (collection privée).
- Des galeries des arts (p. ex. Alfons Blomme…).
- Deux monastères : Arme Klaren et Paters Redemptoristen.
- La statue d'Albrecht Rodenbach.

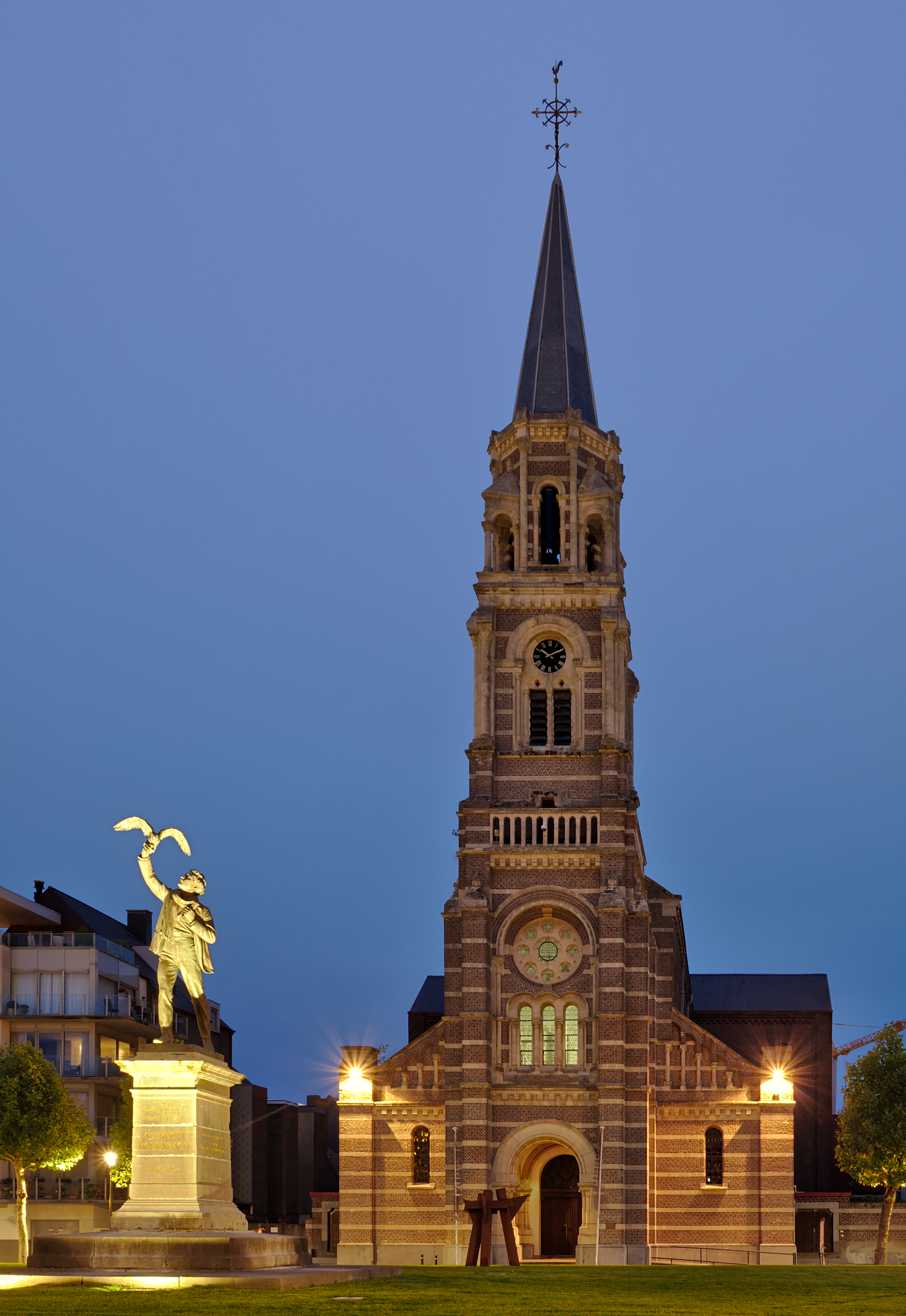
L'église Saint-Amand.
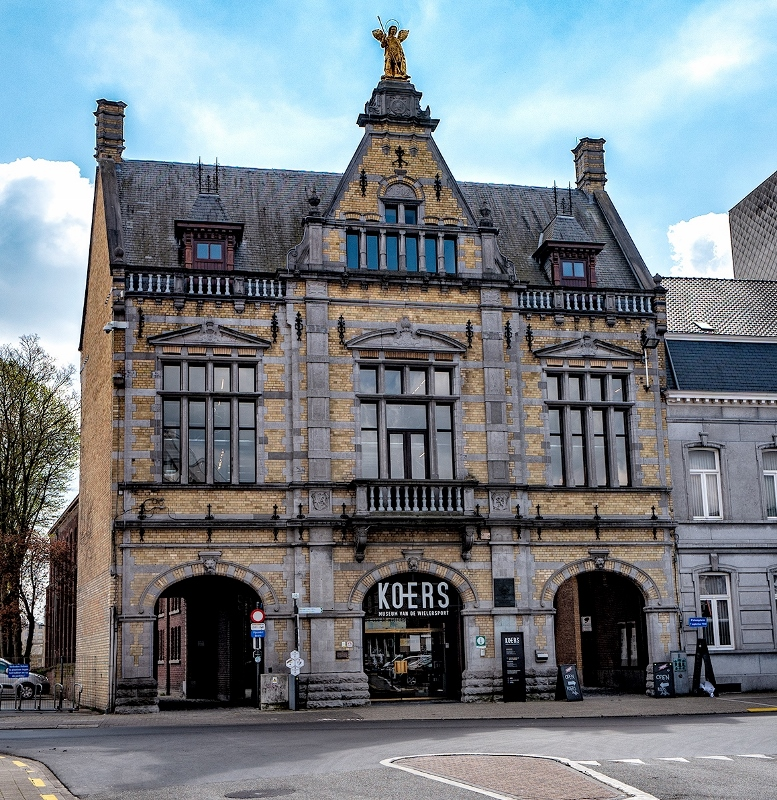
KOERS. Musée de la Course Cycliste.

### Évènements et folklore
- La statue de Peegie (Botermarkt) est un peu la mascotte de la ville et symbolise la « malice » et l’esprit commercial des habitants de Roulers.
- La braderie (de Batjes).
- Le nocturne (de Winkelnacht).
- La semaine internationale (de Internationale Week).
- Le marché de la semaine (le mardi matin).
- Le marché du 1er mai.
- Le marché de Pentecôte (Sinksenmarkt).
- Le marché de Noël (Kerstmarkt).
- De Groote Stooringe (Fête Culturelle flamande).
- Les foires ou kermesses (Kermissen).
- Le carnaval.
- Les happenings des rues commerciales (Meensesteenweg, Westlaanpromenade).
- La foire-exposition (de Jaarbeurs).
- L’entrée de Saint-Nicolas (de Intrede van Sinterklaas).